# Yioop!
Yioop!是一款基于PHP的开源搜索引擎程序，采用MySQL或SQLite存储数据。目前可支持包括中文在内的多国语言。Yioop!可用于一般的Web搜索，也可进行URL搜索以及多种文档类型包括（DOC、PDF、 PPT、PNG、GIF等格式）的抓取。